# معتصم إسكندر
معتصم بالله الهادي عبد السلام إسكندر (ولد في 11 نوفمبر 1995 في طرابلس، ليبيا) لاعب كرة قدم ليبي يجيد اللعب في مركز الجناح الأيمن وأيضا الجناح الأيسر.

يلعب حاليا لصالح النجمة البحريني منذ 2023.